# Scotty and the Secret History of Hollywood
Scotty and the Secret History of Hollywood es una película documental estadounidense de 2017 sobre la vida de Scotty Bowers, que actuó como un proxeneta no remunerado en .Hollywood desde la década de 1940 hasta la de 1980. Basado en el libro Full Service de Bowers, fue producido y dirigido por Matt Tyrnauer, corresponsal especial de la revista Vanity Fair. La película se estrenó en 2017, siendo exhibida en el Festival Internacional de Cine de Toronto de ese año.

## Recepción
En el agregador de reseñas Rotten Tomatoes, la película tiene una calificación de aprobación del 86 % basada en 72 reseñas, con una calificación promedio de 6.91/10. El consenso crítico del sitio web dice: «Scotty and the Secret History of Hollywood ofrece una gran cantidad de emociones pruriginosas para los fanáticos del cine, pero más allá del chisme hay una mirada conmovedora e iluminadora de décadas de costumbres sexuales». Metacritic, que utiliza un promedio ponderado, asignó a la película una puntuación normalizada de 67 de 100, basada en 24 críticos, lo que indica «críticas generalmente favorables».
En su reseña para The Hollywood Reporter, Todd McCarthy comentó: «Lo que podría haber sido una exposición simplemente sensacionalista de la vida privada de las luminarias de pantalla encerradas en ese momento emerge, en manos del documentalista Matt Tyrnauer, como una mirada muy completa a diferentes eras, una llena de secretos y dedicada a la preservación de la ilusión, la otra abierta y descarada sobre las predilecciones personales».

## Adaptación cinematográfica
En julio de 2020, se anunció que Searchlight Pictures había adquirido los derechos del documental y estaba desarrollando un largometraje basado en la vida de Bowers. Luca Guadagnino fue contratado para dirigir, con Seth Rogen y Evan Goldberg escribiendo el guion.